# Albert Popov
Pour les articles homonymes, voir Popov.
Albert Popov (en bulgare : Алберт Попов), né le 8 août 1997 est un skieur alpin bulgare,.

## Biographie
Albert Popov est né à Sofia et fait ses débuts en Coupe du monde en 2014, à l'âge de 17 ans. Quelques mois plus tard, il participe aux Championnats du monde de ski alpin FIS 2015, au cours desquels il abandonne à la fois en slalom et en slalom géant. 
Popov a été impliqué dans un grave accident de voiture le 17 novembre 2015, alors qu'il revenait d'un entraînement près de Sölden. Il était l'un des deux passagers d'un véhicule conduit par Drago Grubelnik, alors entraîneur-chef de l'équipe de ski bulgare, qui était également accompagné de son assistant, Mitko Hristov. Les trois occupants de la voiture ont été blessés dans l'accident. Grubelnik est décédé des suites de ses blessures dans un hôpital de Murnau, en Allemagne. Popov est finalement revenu sur le circuit FIS lors de la saison 2016-2017 et participe aux Championnats du monde 2017, où il termine 27e en slalom et 30e en slalom géant, ainsi qu'aux Championnats du monde junior à Åre, où il termine cinquième du slalom géant, septième du combiné alpin et huitième du slalom spécial.
Le 6 février 2018, Popov a remporté une médaille de bronze en slalom géant aux Championnats du monde de ski junior FIS 2018 à Davos. Douze jours plus tard, il fait ses débuts aux Jeux olympiques d'hiver de Pyeongchang en 2018, où il se classe 28e du slalom géant et ne termine pas le slalom. 
Son émergence en Coupe du monde a eu lieu lors de la première course de la saison 2018-19 à Levi, où il se classe vingtième, marquant 11 points, une première pour la Bulgarie en Coupe du monde de slalom depuis Petar Popangelov lors de la saison 1986-1987. Popov a ensuite obtenu une seizième place à Madonna di Campiglio en décembre, après avoir pris le départ avec le dossard numéro 72. Le 26 janvier 2019, il termine neuvième du slalom de Kitzbühel , meilleur résultat pour un skieur bulgare depuis que Popangelov s'est classé septième à Heavenly Valley en 1985-1986,. Trois jours plus tard, il s'améliore encore en terminant sixième à Schladming, le meilleur résultat en ski alpin de son pays depuis la sixième place de Popangelov à Park City lors de la saison 1984-1985. Aux Championnats du monde à Åre, il finit le slalom géant (29e), mais pas le slalom spécial.
Lors de la saison 2020-2021, il doit attendre sa cinquième course de l'hiver pour marquer des points pour la Coupe du monde (16e à Flachau), puis égale sa meilleure performance dans l'élite, comme deux ans plus tôt à Schladming. Ensuite, aux Championnats du monde à Cortina d'Ampezzo, il prend la 24e au slalom géant, sa meilleure place en grand championnat, avant de nouveau échouer à rejoindre l'arrivée en slalom.
Il monte sur un podium de Coupe d'Europe en slalom en décembre 2021 à Obereggen.
Il remporte le 8 janvier 2025 le slalom de Coupe du monde de Madonna di Campiglio devenant ainsi le premier Bulgare à s'imposer au plus haut niveau depuis la victoire de Petar Popangelov en 1980.

## Palmarès

### Jeux olympiques
| Épreuve / Édition   | Descente | Super G | Slalom géant | Slalom  | Combiné alpin |
| ------------------- | -------- | ------- | ------------ | ------- | ------------- |
| JO 2018 Pyeongchang |          |         | 28e          | Abandon |               |
| JO 2022 Pékin       |          |         | 17e          | 9e      |               |

### Championnats du monde
| Épreuve / Édition               | Descente | Super G | Slalom géant | Slalom  | Combiné alpin |
| ------------------------------- | -------- | ------- | ------------ | ------- | ------------- |
| Mondiaux 2015 Beaver Creek      |          |         | Abandon      | Abandon |               |
| Mondiaux 2017 Saint-Moritz      |          |         | 30e          | 27e     |               |
| Mondiaux 2019 Åre               |          |         | 29e          | Abandon |               |
| Mondiaux 2021 Cortina d'Ampezzo |          |         | 24e          | Abandon |               |

### Coupe du monde
- Meilleur classement général : 57e en 2022.
- 2 podiums dont 1 victoire.

#### Classements en Coupe du monde
| Saison / Classement | Saison / Classement | Général | Général | Slalom | Slalom |
| ------------------- | ------------------- | ------- | ------- | ------ | ------ |
| Saison / Classement | Saison / Classement | Class.  | Points  | Class. | Points |
| 2019                | 2019                | 66e     | 95      | 23e    | 95     |
| 2020                | 2020                | 90e     | 67      | 31e    | 67     |
| 2021                | 2021                | 72e     | 86      | 26e    | 86     |
| 2022                | 2022                | 57e     | 147     | 21e    | 147    |

#### Détail des victoires
| Saison / Épreuve | Slalom               | Total |
| 2024-2025        | Madonna di Campiglio | 1     |
| Total            | 1                    | 1     |

### Championnats du monde junior
- Davos 2018 :
  -  Médaille de bronze au slalom géant.

### Festival olympique de la jeunesse européenne
- Malbun 2015
  -  Médaille d'argent en slalom.
  -  Médaille d'argent en slalom géant.

### Coupe d'Europe
- 1 podium.

### Championnats de Bulgarie
- Champion du slalom en 2015.
- Champion du slalom géant en 2017 et 2019.